# Risaliet

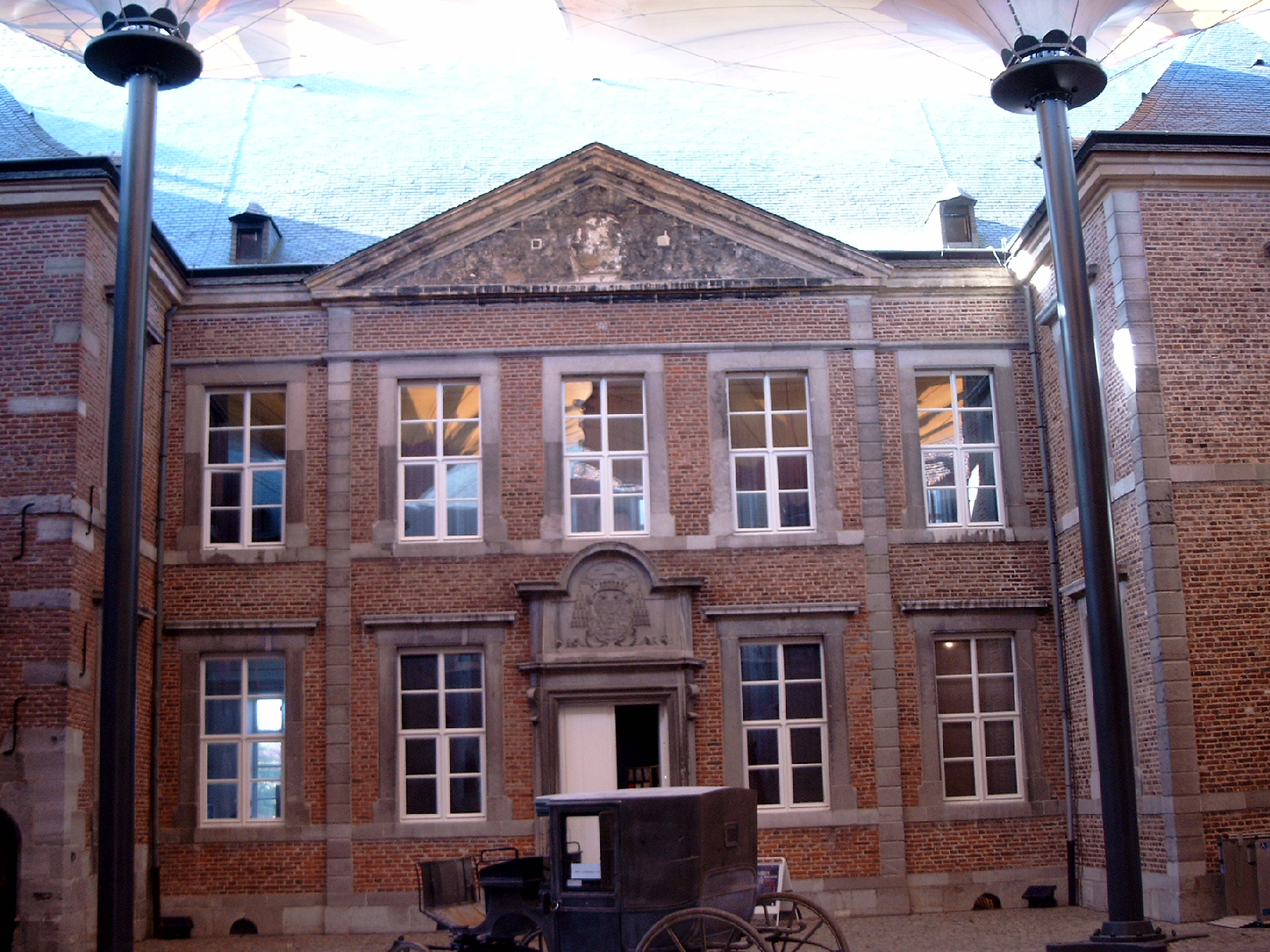
Westgevel erekoer Alden Biesen met middenrisaliet onder driehoekig fronton

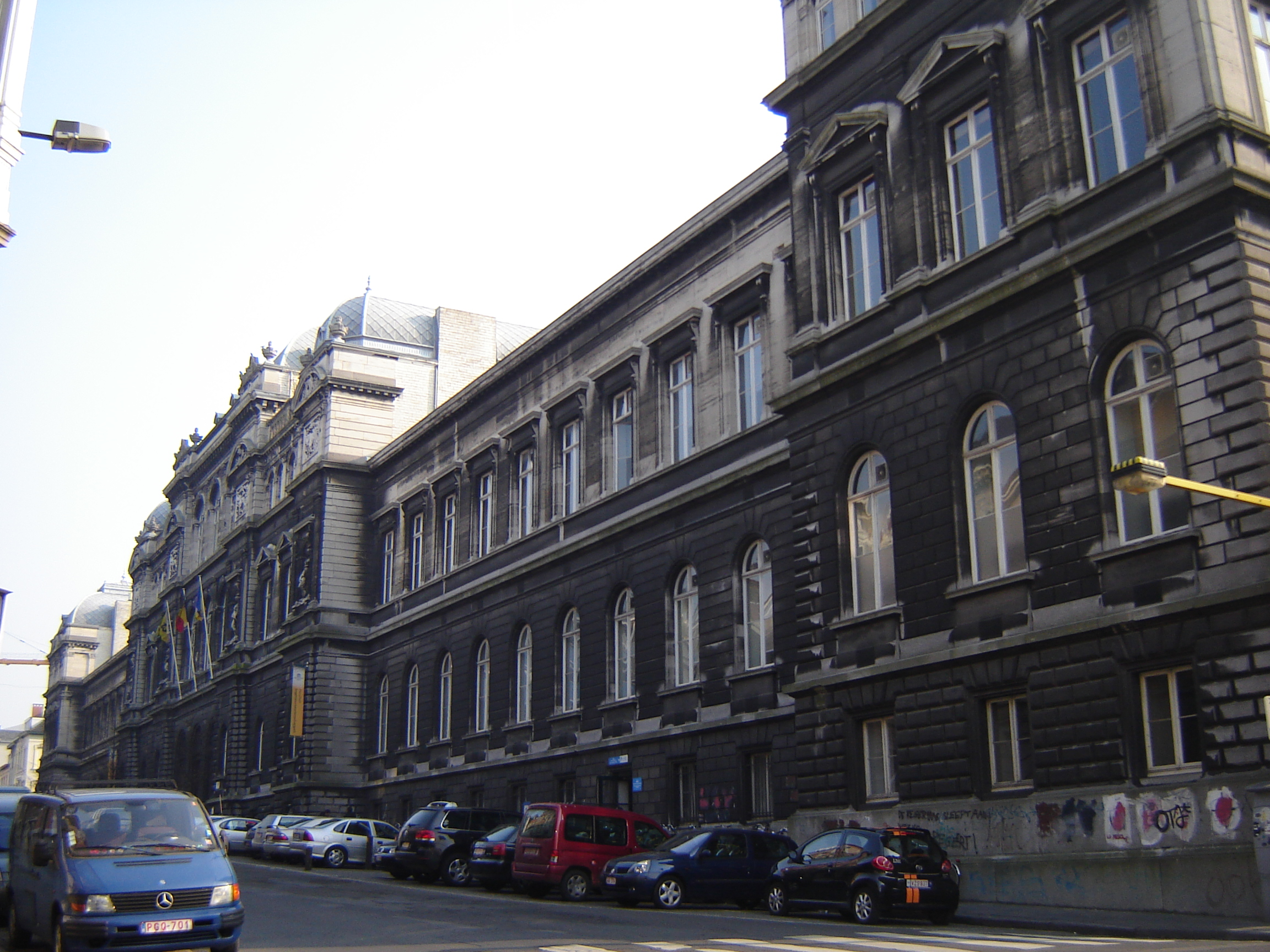
Instituut der Wetenschappen in Gent, met hoek- en middenrisalieten

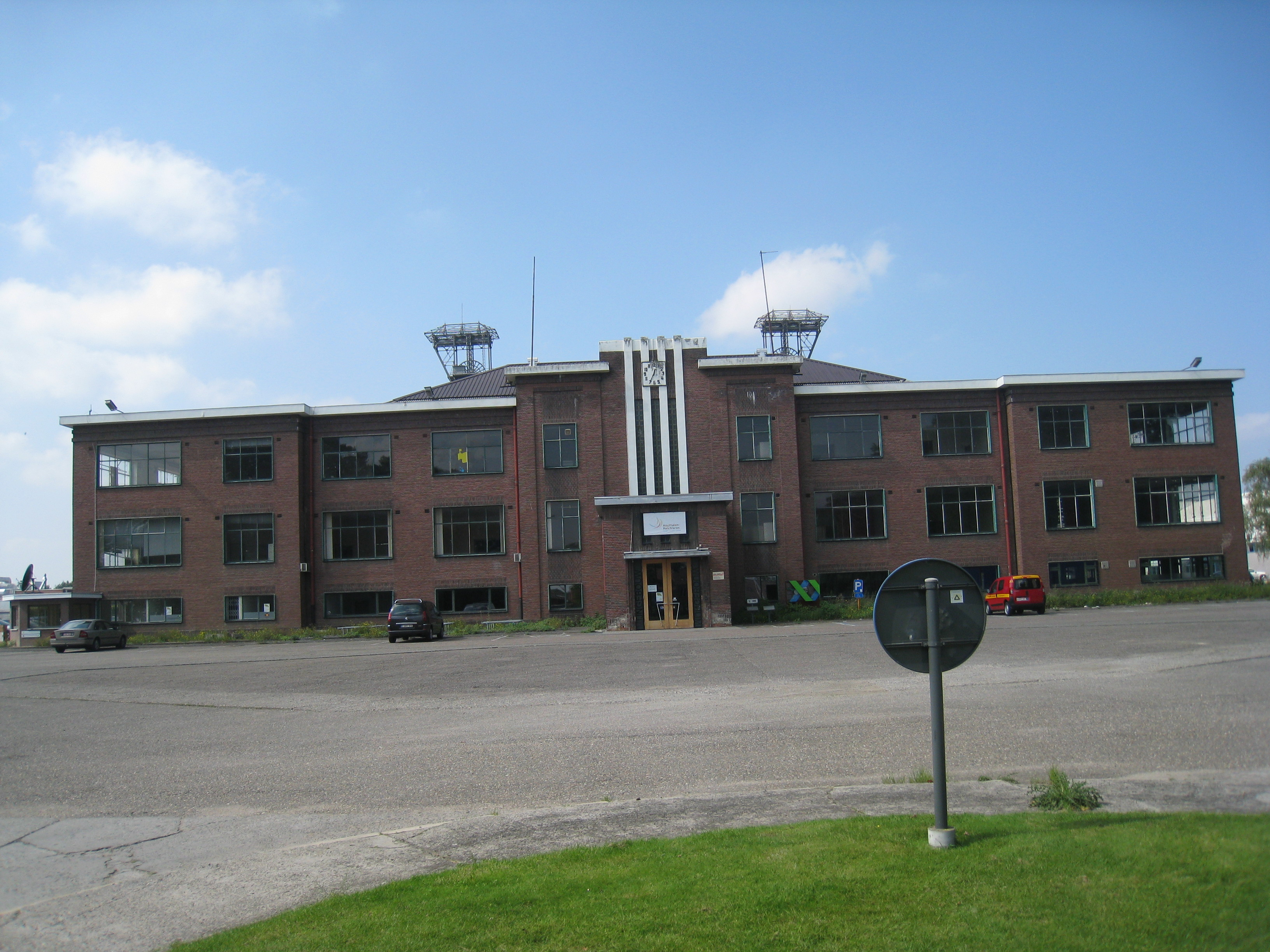
Voorgevel hoofdgebouw steenkoolmijn Houthalen

Een risaliet of risalerend geveldeel, ook wel gevelvoorsprong, is het gedeelte van een gevel dat over de volle hoogte naar voren springt ten opzichte van de rest van de gevel.
Het woord is afkomstig van het Italiaanse risalto (uitbouw). Een risaliet in het midden van de gevel is een middenrisaliet, waarin vaak de ingangspartij is verwerkt. Een risaliet op de hoek noemt men een hoekrisaliet.
Door het toepassen van een risaliet krijgt de gevel van een gebouw een geleding meer reliëf en schaduwwerking. Dit procedé werd veelvuldig aangewend bij bakstenen gebouwen in Mesopotamië, bijvoorbeeld in de noordgevel van de Ninmach-tempel te Babylon. Naast het risaliet komen ook lisenen veelvuldig voor.
Het stijlkenmerk werd ook veel toegepast in de baroktijd en het classicisme. Bij deze gebouwen werd het middenrisaliet bekroond door een driehoekig fronton.
In gebouwen van de jaren dertig van de 20e eeuw paste men het risaliet ook toe zoals in de voorgevel van de hoofdzetel van de steenkoolmijn van Houthalen.
Risalieten kunnen ook worden aangebracht ter versteviging van een gebouw. Dit is bijvoorbeeld gebeurd bij 's Lands Zeemagazijn in Amsterdam.